# 基亚娜 (阿拉斯加州)
基亚娜（英語：Kiana），是美国阿拉斯加州的一座城市。该市的人口在2000年为388人，2010年有361人。人口在阿拉斯加州排行第77。